# Бирючина
Бирючи́на (лат. Ligústrum) — род растений семейства Маслиновые, включающий в себя около 40—50 видов вечнозелёных, полувечнозелёных и листопадных кустарников и маленьких деревьев. Виды бирючины распространены в Европе, Северной Африке, Азии и в Австралии, с центром разнообразия в Гималаях, Китае, Японии и на Тайване.

## Ботаническое описание
Кустарники, реже небольшие деревья, листопадные или вечнозелёные, с супротивными простыми листьями, обычно эллиптическими, часто кожистыми, цельнокрайными (никогда не бывают зубчатыми), на коротких черешках. Зимние почки овальные, с 2 наружными чешуями.
Цветки обоеполые, белые или кремовые, с сильным ароматом, в метельчатых или кистевидных соцветиях, обычно верхушечных. Трубка венчика равна по длине чашечке или в 2-3 раза длиннее её; венчик трубчатый с 4 отстоящими долями, доли венчика могут быть длиннее или короче трубки. Тычинок 2, соединённых с трубкой венчика. Плод — ягодообразная костянка, обычно чёрная, голубовато-чёрная или чёрная с пурпурным оттенком; число семян от 1 до 4.

## Некоторые виды
По информации базы данных The Plant List, род включает 43 вида:
- Ligustrum angustum B.M.Miao
- Ligustrum australianum F.Muell.
- Ligustrum compactum (Wall. ex G.Don) Hook.f. & Thomson ex Brandis
- Ligustrum confusum Decne.
- Ligustrum cumingianum Decne.
- Ligustrum delavayanum Har. — Бирючина Делавэйя
- Ligustrum expansum Rehder
- Ligustrum gamblei Ramamoorthy
- Ligustrum glomeratum Blume
- Ligustrum gracile Rehder
- Ligustrum henryi Hemsl. — Бирючина Генри
- Ligustrum ibota Siebold — Бирючина Ибота
- Ligustrum japonicum Thunb. — Бирючина японская
- Ligustrum leucanthum (S.Moore) P.S.Green
- Ligustrum lianum P.S.Hsu
- Ligustrum lindleyi (Wall. ex G.Don) P.S.Green
- Ligustrum liukiuense Koidz.
- Ligustrum lucidum W.T.Aiton — Бирючина блестящая
- Ligustrum micranthum Zucc.
- Ligustrum morrisonense Kaneh. & Sasaki
- Ligustrum myrsinites Decne.
- Ligustrum nepalense Wall.
- Ligustrum novoguineense Lingelsh.
- Ligustrum obovatilimbum B.M.Miao
- Ligustrum obtusifolium Siebold & Zucc.
- Ligustrum ovalifolium Hassk. — Бирючина овальнолистная
- Ligustrum perrottetii A.DC.
- Ligustrum pricei Hayata
- Ligustrum punctifolium M.C.Chang
- Ligustrum quihoui Carrière — Бирючина Квихоу
- Ligustrum retusum Merr.
- Ligustrum robustum (Roxb.) Blume
- Ligustrum salicinum Nakai
- Ligustrum sempervirens (Franch.) Lingelsh.
- Ligustrum sinense Lour. — Бирючина китайская, или Волчья ягодка
- Ligustrum stenophyllum Quisumb. & Merr.
- Ligustrum strongylophyllum Hemsl.
- Ligustrum tamakii Hatus.
- Ligustrum tenuipes M.C.Chang
- Ligustrum tschonoskii Decne.
- Ligustrum undulatum Blume
- Ligustrum vulgare L. typus — Бирючина обыкновенная
- Ligustrum xingrenense D.J.Liu